# 1-كلورو-1،1-ثنائي فلورو الإيثان
1-كلورو-1،1-ثنائي فلورو الإيثان هو مركب كيميائي من مركبات كلوروفلوروكربون له الصيغة الكيميائية C2H3ClF2، ويكون على شكل غاز عديم اللون.

## الأسماء المرادفة
CFC 142b ; 1,1-difluoro-1-chloroethane ; Dymel 142b ; 142b ; propellant 142b ; refrigerant 142b.

## التسمية الكيميائية
1-Chloro-1,1-difluoroethane [75-68-3]

## الاستخدام الصيدلاني
باعث للرذاذ Aerosol propellant .
تستخدم هذه المادة كباعث للرذاذات ذات التطبيق الموضعي و لكن ضغطه الغازي العالي نسبياً يعوق استخدامه كغاز سفلي في مثل هذه المستحضرات . و عادة ما يُشارك الكلورودي فلوروإيثان و الدي فلوروإيثان و المركبات الهيدروكربونية و بضبط نسبة الكلورودي فلوروميثان و نسب أي من المواد السابقة يمكن إنتاج مزائج غازية غير قابلة للاشتعال .
و المزيج الغازي مع الكلورودي فلوروميشان أو كلوروأوبنتا فلوروإيثان يُدعى الباعث 502 الذي يستخدم كباعث للرذاذات و كمادة تُستخدم في التبريد .
و وفقاً لقرار ميثاق مونتريال التي هدفت للحد من الأذى الذي يمس طبقة الأوزون و التي نصت على أن استخدام هذه المادة سيحظر اعتباراً من مطلع العام 1996 لكن هذا الخطر لا يشمل الاستخدامات الضرورية للمادة كوجودها في الأشكال الصيدلانية المصنوعة مسبقاً حيث لا بديل عنها في هذه الأشكال .
كما أن الجديد من هذه الأشكال سوف ينال الترخيص و الموافقة على احتوائه على هذه المادة حيث أنه لا يوجد بديل لها و لأن مثل هذه المستحضرات تعد ذات أهمية كبرى بالنسبة لصحة الإنسان . كم أن استخدامها لن يحرر كميات كبيرة من المادة للجو . و يجب أن يتشاور المختصون من جميع الأقطار للوصول إلى توصية محددة حول استخدام هذه المادة بالأشكال الصيدلانية فعلى الرغم من تأثيرها المدمر في استنفاذ طبقة الأوزون Ozone depletion لكن استخدامها حتى الآن لم يحظر بشكل كلي .

## التأثير على صحة الجسم
تعتبر عموماً مادة غير سامة و غير مخرشة و إن تكرار استنشاق كميات كبيرة منها في الرذاذات قد يؤدي للوفاة و يجب أن تُذكر عبارات التحذير التالية في نشرات هذه المستحضرات:
-	تحذير : لا تستنشق بدون استشارة طبية لأن استنشاق كميات كبيرة بشكل متكرر قد يقود للوفاة .
-	تحذير : تجنب الاستنشاق العشوائي و احفظه بعيداً عن الأعين و الأغشية المخاطية .
تحذير : المكونات خاصة لضغطٍ عالٍ لذا لا تثقب puncture أو تحرق incinerate العبوة و لا تعرضها لحرارة عالية أو تخزنها في غرفة ذات حرارة أعلى من 49ْ درجة و احفظها بعيداً عن متناول الأطفال .

## سلامة الاستعمال
تُصنف هذه المادة كغاز مُسال و الاحتياطات المناسبة الموصى بها لمثل هذه المادة عادة ما تكون حماية العين و ارتداء القفازات و الملابس الواقية و التعامل مع المادة في وسط جيد التهوية . و هذا الغاز يعتبر أثقل من الهواء و لا يساعد على الحياة و لذا ينبغي عند تنظيف الخزانات التي كانت تحوي عليه توفير الأكسجين الضروري للعمال القائمين بهذه العملية . و هذه المادة قابلة للاشتعال و لدى احتراقها و تفككها فإنها تحرر غازات و أبخرة سامة جداً .

## التنافرات
مع الألمنيوم ، مع الحموض لدى تماسه معها حيث يولد أبخرة شديدة السمية .

## اقرأ أيضاً
- 1،1-ثنائي كلورو-1-فلورو الإيثان